# Tiếp thị qua điện thoại
Năm 1980, từ điển Merriam-Webster định nghĩa tiếp thị qua điện thoại là tiếp thị về sản phẩm hay dịch vụ bằng điện thoại.

Nói cách khác, Telemarketing là một phương pháp marketing trực tiếp mà thông qua đó một người bán hàng sử dụng điện thoại để thuyết phục và quảng cáo sản phẩm và hàng hóa hay dịch vụ đối với khách hàng tiềm năng thông qua điện thoại hay sau đó là tiếp xúc thông qua hội nghị từ xa qua mạng Internet trong cuộc gọi.

Telemarketing cũng có thể bằng cách gọi điện thoại bằng một chương trình thu âm sẵn. Cách marketing này có thể gây phiền cho khách hàng và có thể bị chủ điện thoại hoặc nhà cung cấp dịch vụ điện thoại chặn cuộc gọi kiểu này.
Telemarketing được chia làm hai nhánh cơ bản là Inbound Telemarketing và Outbound Telemarketing.

## Outbound (chiều gọi ra)
Telesales (tìm kiếm khách hàng và bán hàng)
Là hoạt động gọi điện đến từng đối tượng mục tiêu chào bán các sản phẩm, dịch vụ theo một kịch bản định trước. TeleSales còn được sử dụng trong các chiến dịch đưa sản phẩm mới vào thị trường và mở rộng mạng lưới phân phối.

### Telephone Survey (Điều tra thị trường qua điện thoại)
Là động tác thực hiện các cuộc gọi để điều tra, nghiên cứu chi tiết về thị trường hoặc một vị trí địa lý nào đó nhằm thu thập các dữ liệu về thái độ, ấn tượng, quan điểm, mức độ thỏa mãn của đối tượng cư trú. Điểm nổi bật của phương thức điều tra này là khả năng phản hồi của khách hàng khá cao, từ 30%-40%.

### Truyền thông cho các chiến dịch, sự kiện
Chỉ chiến dịch dùng điện thoại khuếch trương và truyền thông nhanh chóng đến các đối tượng cụ thể về các sự kiện:
1. . Khuyến mãi, giảm giá...
2. . Hội nghị, seminar (gọi để giới thiệu, đặt chỗ, nhắc hẹn)...

### Khảo sát mức độ hài lòng của khách hàng
Là hoạt động thực hiện các cuộc gọi đến đối tượng khách hàng quen thuộc để đo lường và phân tích sự thỏa mãn của họ. Đây là yếu tố cần thiết để các công ty có thể cung cấp dịch vụ khách hàng hoàn hảo.

### Chăm sóc và bán hàng cho các khách hàng cũ
Khác với cách chăm sóc khách hàng thụ động, up-sell hay cross-sell chỉ việc thực hiện các cuộc gọi đến đối tượng khách hàng cũ để chăm sóc, thăm hỏi, xây dựng mối quan hệ, đôi khi là giới thiệu về sản phẩm mới, những chiến dịch ưu đãi. Mục đích là mở rộng doanh số bán hàng với các khách hàng này.

## Inbound (chiều nhận vào)
Là hoạt động nhận cuộc gọi đặt hàng hoặc hỏi thăm thông tin. Nhu cầu này phát sinh nhờ vào các quảng cáo, truyền thông hoặc các nhân viên bán hàng trực tiếp bên ngoài.

## Lựa chọn được đối tượng tiếp thị
Bạn có thể xác định các tiêu chí khác nhau để lựa chọn được các nhóm đối tượng tiếp thị phù hợp với mình trên cơ sở dữ liệu có sẵn. Điều này giúp cho thông điệp gởi đi tập trung hơn, giảm thiểu sự lãng phí do tương tác không đúng đối tượng tiềm năng.

## "Tàng hình" chiến lược
Bạn tiếp cận thị trường với một chiến lược hoàn toàn mới, bạn có muốn đối thủ của mình nắm bắt và "phản đòn" ngay khi họ nhìn thấy quảng cáo? Tất nhiên là không! Vậy thì Telemarketing là một giải pháp hữu hiệu để bạn "ẩn mình" và âm thầm chiếm lĩnh thị trường.

## Xác định ngay các khách hàng tiềm năng
Không cần chờ đợi, các đối tượng tiếp thị sẽ ngay lập tức phản hồi về nhu cầu của mình. Khi ấy các doanh nghiệp có thể xác định được ai sẽ là khách hàng tiềm năng của mình để lên kế hoạch chăm sóc & xúc tiến bán hàng.
- nhanh chóng nhận được sự phản hồi.
-hiểu rõ nhu cầu của khách hàng.
- thông tin dịch vụ, sản phẩm nhanh được khách hàng tiềm năng biết đến